# Bisdom Itapeva
Het bisdom Itapeva (Latijn: Dioecesis Itapevensis) is een rooms-katholiek bisdom met als zetel Itapeva, in Brazilië. Het bisdom is suffragaan aan het aartsbisdom Sorocaba.

## Geschiedenis
Het bisdom werd opgericht op 2 maart 1968, uit delen van het aartsbisdom Botucatu en de bisdommen Sorocaba en Santos, en was suffragaan aan het aartsbisdom São Paulo. Op 29 april 1992 wisselde het van kerkprovincie en werd suffragaan aan het nieuw verheven aartsbisdom Sorocaba. 

## Parochies
Het bisdom had in 2021 een oppervlakte van 18.615 km2 en telde 413.680 inwoners waarvan 65,1% rooms-katholiek was.

## Bisschoppen
- Silvio Maria Dário (27 maart 1968 - 2 mei 1974)
- José Lambert Filho (4 januari 1975 - 30 november 1979)
- Fernando Legal (28 maart 1980 - 25 april 1985)
- Alano Maria Pena (11 juli 1985 - 24 november 1993)
- José Moreira de Melo (17 januari 1996 - 19 oktober 2016)
- Arnaldo Carvalheiro Neto (19 oktober 2016 - 15 juni 2022; coadjutor sinds 4 mei 2016)
- Eduardo Malaspina (28 december 2022 - heden)

Sorocaba (aartsbisdom) · Itapetininga · Itapeva · Jundiaí · Registro